# چاینا کول
چاینا کول (به انگلیسی: China Coal) شرکت دولتی زغال‌سنگ چینی است، که سومین تولید کننده زغال‌سنگ جهان به‌شمار می‌آید.
شرکت چاینا کول در سال ۲۰۰۶ تأسیس شد و در حال حاضر دارای ۱۲ معدن زغال‌سنگ، ۱۳ کارخانه تصفیه زغال‌سنگ، ۴ کارخانه تولید تجهیزات استخراج زغال‌سنگ و ۵ کارخانه تولید کک می‌باشد.
دفتر مرکزی این شرکت در شهر پکن، کره جنوبی قرار دارد و بخشی از سهام آن در بازارهای بورس شنژن، بورس تایوان و بورس شانگهای معامله می‌شود.